# نور الدين هروستيتش
نور الدين هروستيتش (ولد في 5 نوفمبر 1988 في زفورنيك في البوسنة والهرسك. - ) هو لاعب كرة قدم بوسني في مركز الدفاع.

## مشاركته الوطنية
شارك مع منتخب البوسنة والهرسك تحت 21 سنة لكرة القدم.

## مشاركته مع الأندية
أما مع النوادي، فقد لعب مع نادي أوردينغن 05.